# Pseudoharpya opulenta
Pseudoharpya opulenta là một loài bọ cánh cứng trong họ Cerambycidae.